# Cele 99 de nume ale lui Allah
Cele 99 de nume ale Lui Dumnezeu (lb. arabă أسماء الله الحسنى ~ pronunție Asma’ Allah al-Ḥusná) sunt cunoscute sub denumirea de Cele 99 de atribute ale Lui Dumnezeu, fiind cuprinse în Qur'an și Sunnah. Musulmanii cred că acestea sunt cele mai bune nume ale Domnului. Cunoașterea „Celor 99 de nume ale lui Dumnezeu (Allah)” este necesară celor ce doresc să aprofundeze înțelegerea atributelor numelui Lui Dumnezeu în Islam.
Notă: În literatura română denumirile încetățenite sunt Coran pentru Qur’an respectiv Mahomed pentru numele profetului Muhammad. (v. bibliografia).

## Origine
Într-una din tradițiile Islamice, profetul islamic Muhammad obișnuia să-L invoce pe Dumnezeu după toate numele sale:
| Allahumma inni ad`uka bi asma'ika al-husna kulliha اللهم اني ادعوك باسمائك الحسنى كلها O Doamne Te invoc pe Tine după toate numele tale frumoase. |

(narat de Ibn Majah, Carte de Du`a[(دُعَاء)Carte de Rugăciuni în Islam]; și de Imam Malik Muwatta', Kitab al-Shi`r ~ Carte de versuri (kitab însemnând carte iar al-Shi`r însemnând poezie).
Muhammad este citat și în Hadith „Cu adevărat, sunt 99 de nume ale Lui Dumnezeu, 100 minus unul. Cel care le enumeră și crede în ele și în Unicul Dumnezeu, care este descris prin ele, va intra în Paradis”. (Sahih Muslim, vol. 4, nr. 1410)
De menționat faptul că acest hadith nu spune că sunt doar 99 de nume ale lui Dumnezeu, ci doar că sunt 99 care sunt cele mai bune dintre toate. Această afirmație i-a făcut pe oameni să le caute în Qur'an și în Sunnah profetului islamic, ceea ce a condus la crearea acestei liste. În timp a devenit un obicei ca lista să fie recitată în întregime. În timp ce unii musulmani cred că această listă a fost menționată de însuși Muhammad, specialiști în Islam dezbat asupra teoriei conform căreia un învățat arab a anexat-o la acel hadith la care se face referire (Al Waleed ibn Muslim).

## Lista celor 99 de nume
În cele ce urmează va fi prezentată lista celor 99 de nume ale Lui Dumnezeu, conform tradiției islamice. Nu există o listă inviolabilă a acestor 99 de nume, iar aceasta este o versiune care cuprinde aceste atribute ale Domnului. „Ale Lui Allah sunt numele cele mai frumoase! Chemați-L cu ele și depărtați-vă de aceia care schimonosesc numele Lui. Ei vor fi răsplătiți după ceea ce fac! (Qur’an 7:180)
1. Allah
2.Al-'Aalim/Atotcunoscătorul
3. Al-΄Alaa/Preaînaltul
4. Al-΄Adhiim/Mărețul/Cel Suprem/Cel Magnific
5. Al-΄Afuww/Îngăduitorul
6. Al-Ahad/ Unicul/Cel Unic
7. Al-Akhir/ Ultimul/Cel de pe urmă
8. Al-Akram/Generosul
9. Al-΄Aliym/Știutorul/Atoateștiutorul
10. Al-΄Aliyy/Cel Înalt/Preaînaltul
11. Al-Awwel/Întâiul
12. Al-'Aziiz/Puternicul/Cel Atotputernic/Cel Tare
13. Al-Baar΄i/Creatorul
14. Al-Baasit/Eliberatorul /Cel ce permite progresul
15. Al-Baatin/Cel Ascuns/Nevăzutul
16. Badii΄a As-semaawaati we-l΄ard/Făcătorul Desăvârșit/
Creatorul cerurilor și al pământului
17. Al-Berr/Cel Milostiv
18. Al-Besiir/Cel care Vede Totul/Atoatevăzătorul
19. Dhu-ljalal wa-lˈIkraam/Cel plin de Slavă și de Cinste
20. Al-Fettaah/Marele Judecător / Deschizătorul
21. Al-Ghafaar Al-Ghafuur/Iertătorul Preaiertătorul/A toate Iertătorul
22. Al-Ghaniyy/Cel Înstărit Îndeajuns
23. Al-Haadii/Călăuzitorul
24. Al-Haafidh Al-Hafiidh/Atoatepăzitorul/Apărătorul
25. Al-Hafiyy/Cel Înțelept/Cel Grațios
26. Al-Hakem/Judecătorul
27. Al-Hakiim/Înțeleptul
28. Al-Haliim/Blândul/Cel ce Îngăduie/Îngăduitorul
29. Al-Hamiid/Cel Vrednic de Laudă
30. Al-Haqq Adevărul/Adevărul cel limpede
31. Al-Hasiib/Atoatesocotitorul
32. Al-Hayy/Cel Viu/Cel Veșnic Viu
33. Al-Ilah/Dumnezeu
34. Jaam΄a An-naas/Adunătorul
35. Al-Jabbaar/Atotputernicul/Temutul
36. Al-Jamiil/Cel Virtuos/Cel Frumos
37. Al-Jawaad/Dăruitorul
38. Al-Kaafii/Cel Suficient
39. Al-Kebiir/Mărețul/Cel mai Mare
40. Al-Keriim/Generosul/Cel Generos
41. Al-Khabiir/Bineștiutorul
42. Al-Khaaliq Al-Khalaq/Făcătorul Creatorul
43. Al-Latiif/Cel Blând/Cel Binevoitor
44.Al-Maalik Al-Meliik Al-Melik Al-Mulk/
Stăpânitorul Stăpânul Tronului/Regele Stăpânul stăpânirii
45. Al-Megiid/Cel Glorios/Cel Vrednic de Glorie
46. Al-Mennaan/Milosul/Cel Milostiv
47. Al-Metiin/Cel Statornic
48. Al-Mu΄atii/Donatorul
49. Al-Mu΄wekhir/Apoi-Rânduitorul
50. Al-Mu΄wmin/Apărătorul Credinței
51. Al-Mubiin/Cel Evident
52. Al-Mugiib/Răspunzătorul/Cel ce Răspunde
53. Al-Muheymin/Veghetorul
54. Al-Muhiit/Atotcuprinzătorul
55. Al-Muhsin/Binefăcătorul
56. Al-Muqadhdhim/Înainte-Rânduitorul
57. Al-Muqiit/Cel cu putere peste toate
58. Al-Muqtedir/Preaputernicul
59. Al-Musawwir/Dătătorul de Chipuri
60. Al-Mute'aal /Supremul/Preaînaltul
61. Al-Mutekebbir/Cel Preaînalt
62. Al-Muwelii/Ocrotitorul
63. An-Nesiir/Ajutorul
64. Nuur As-semawati we-l΄ardd/Lumina
65. Al-Qaabid/Cel ce Întărește/Cel ce Reține
66. Al-Qaahir Al-Qahhaar/Cel Atotputernic/Biruitorul/
Stăpânul Atotputernic/Stăpânul Suprem
67. Al-Qaadir Al-Qadiir/Cel cu putere peste toate Atotputernicul
68. Al-Qariib/Cel Apropiat
69. Al-Qawiyy/Cel Puternic/Cel Tare
70. Al-Qayyuum/Cel Veșnic/Veșnic Atotputernicul
71. Al-Qudduus/Cel Sfânt
72. Ar-Ra΄uuf/Iertătorul/Milostivul/Cel Cu Milă/Preabunul
73. Ar-Rabb/Stăpânul/Domnul
74. Ar-Rafiiq/Companionul
75. Ar-Rahiim/Îndurătorul
76. Ar-Rahmaan/Milostivul
77. Ar-Raqiib/Veghetorul/Cel Veghetor
78. Ar-Razzaaq/Întreținătorul
79. As-Samed/Absolutul/Eternul
80. As-Subbuh/Sanctitatea
81. As-Selam/Făcătorul de pace
82. As-Semii΄a/Cel care Aude Totul
83. As-Sitiir/Cel care Acoperă
84. As-Seyyid/Patronul
85. Ash-Shaafii/Cuceritorul
86. Ash-Shaakir Ash-Shekuur Recunoscătorul/
Mulțumitorul/Cel ce Apreciază
87. Ash-Shehiid /Martorul
88. At-Tayyib/Cel Bun
89. At-Tewwaab/Primitorul pocăinței
90. Al-Waahid/Unicul, Unul
91. Al-Waalii/Cârmuitorul
92. Al-Waarith/Moștenitorul
93. Al-Waasi΄a/Cuprinzătorul/Cel cu Har Nemărginit
94. Al-Waduud/Iubitorul/Cel Plin de Dragoste
95. Al-Walii/Oblăduitorul/Ocrotitorul
96. Al-Wehaab/Dăruitorul/Cel Darnic
97. Al-Wekiil/Apărătorul/Ocrotitorul
98. Al-Witr/Imparul
99. Adh-Dhaahir/Cel de deasupra tuturor/Văzutul

## Respectul datorat numelor
În islam, numele (sau oricare dintre numele) lui Dumnezeu trebuie să fie respectate. În versetele coranice sunt multe referiri despre faptul că adevărații credincioși tratează numele Domnului cu cea mai profundă considerație (spre exemplu a se vedea 33/35, 57/16, 59/21, 7/180, 17/107, 17/109, 2/45, 21/90, 23/2 ). Pe de o parte aceasta este condiționată de interzicerea – deloc necesară – de a folosi numele Domnului pentru a blestema, sau pentru a înjura (a se vedea 24/53, 68/10-11-12-13-14, 63/2, 58/14, 58/16, 2/224). Așadar menționarea numelor Domnului trebuie făcută cu umilință și respect.